# Planteles históricos de la selección de fútbol sub-20 de Argentina
A continuación, una lista con los planteles de cada edición de la Copa Mundial de Fútbol Sub-20 y del Campeonato Sudamericano de Fútbol Sub-20

## Planteles

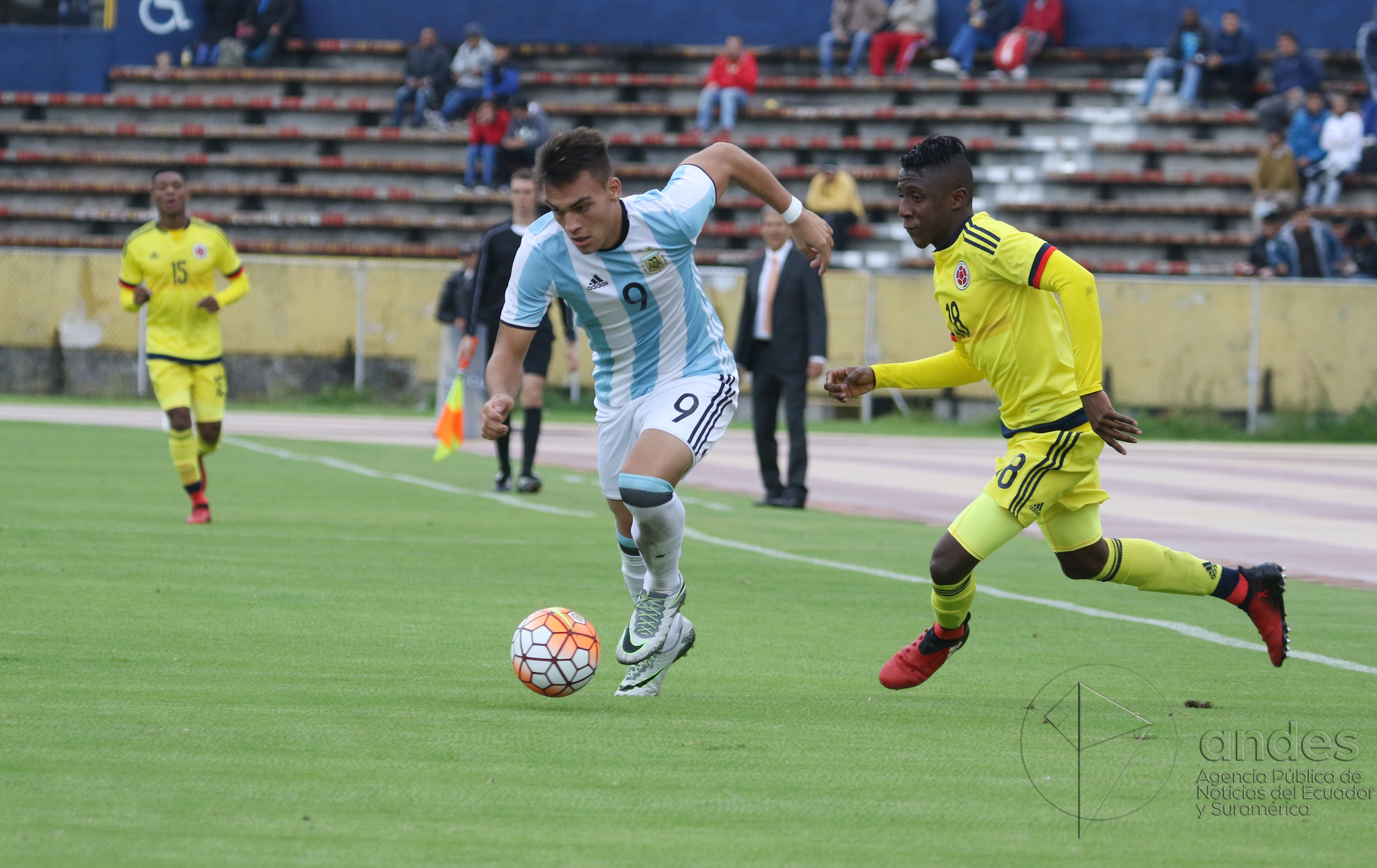
Lautaro Martínez, campeón del mundo con la selección absoluta, disputando el Sudamericano Sub-20.

Muchos de los mejores jugadores de Argentina llegaron a través de las filas de los equipos juveniles, incluyendo a Ramón Díaz, Diego Maradona, Oscar Ruggeri, Jorge Burruchaga, Sergio Goycochea, Diego Simeone, Mauricio Pochettino, Juan Pablo Sorín, Esteban Cambiasso, Walter Samuel, Juan Román Riquelme, Pablo Aimar, Luciano Galletti, Gabriel Milito, Fabricio Coloccini, Javier Saviola, Leandro Romagnoli, Maxi Rodríguez, Carlos Tévez, Javier Mascherano, Lionel Messi, Lionel Scaloni, Fernando Gago, Ezequiel Garay, Sergio Agüero, Ángel Di María, Federico Fazio, Nicolás Tagliafico, Ángel Correa, Juan Foyth, Lisandro Martínez, Cristian Romero, Gonzalo Montiel, Nahuel Molina, Lautaro Martínez y Julián Álvarez, entre otros.

### Planteles históricos en laCopa Mundial
A continuación, los planteles en Copas Mundiales Sub-20 del seleccionado juvenil argentino.
| Copa Mundial 1979  | Copa Mundial 1979  | Copa Mundial 1979 |
| Dorsal             | Jugador            | Posición          |
| ------------------ | ------------------ | ----------------- |
| 1                  | Sergio García      | ARQ               |
| 12                 | Rafael Seria       | ARQ               |
| 2                  | Juan Simón         | DEF               |
| 3                  | Hugo Alves         | DEF               |
| 4                  | Abelardo Carabelli | DEF               |
| 6                  | Rubén Rossi        | DEF               |
| 14                 | Jorge Piaggio      | DEF               |
| 15                 | Marcelo Bachino    | DEF               |
| 5                  | Daniel Sperandío   | MED               |
| 8                  | Juan Barbas        | MED               |
| 10                 | Diego Maradona     | MED               |
| 17                 | Juan José Meza     | MED               |
| 13                 | Osvaldo Rinaldi    | MED               |
| 7                  | Osvaldo Escudero   | DEL               |
| 9                  | Ramón Díaz         | DEL               |
| 11                 | Gabriel Calderón   | DEL               |
| 16                 | Alfredo Torres     | DEL               |
| 18                 | José Luis Lanao    | DEL               |
| D.T. César Menotti |                    |                   |

| Copa Mundial 1981     | Copa Mundial 1981 | Copa Mundial 1981 |
| Dorsal                | Jugador           | Posición          |
| --------------------- | ----------------- | ----------------- |
| 1                     | Sergio Goycochea  | ARQ               |
| 12                    | Sergio Genaro     | ARQ               |
| 2                     | Sergio Giovagnoli | DEF               |
| 3                     | Jorge Gordillo    | DEF               |
| 4                     | José Eduardo Alul | DEF               |
| 6                     | Gustavo Paredes   | DEF               |
| 13                    | Néstor Clausen    | DEF               |
| 5                     | Gerardo Martino   | MED               |
| 8                     | Jorge Burruchaga  | MED               |
| 10                    | Claudio Morresi   | MED               |
| 11                    | Carlos Mendoza    | MED               |
| 14                    | Cayetano Palermo  | MED               |
| 15                    | Carlos Tapia      | MED               |
| 7                     | Juan Ramón Comas  | DEL               |
| 9                     | Enrique Borrelli  | DEL               |
| 16                    | Juan José Urruti  | DEL               |
| 17                    | Claudio García    | DEL               |
| 18                    | Jorge Cecchi      | DEL               |
| D.T. Roberto Saporiti |                   |                   |

| Copa Mundial 1983   | Copa Mundial 1983        | Copa Mundial 1983 |
| Dorsal              | Jugador                  | Posición          |
| ------------------- | ------------------------ | ----------------- |
| 1                   | Luis Islas               | ARQ               |
| 12                  | Carlos Prono             | ARQ               |
| 2                   | Jorge Borelli            | DEF               |
| 3                   | Oscar Olivera            | DEF               |
| 4                   | Fabián Basualdo          | DEF               |
| 6                   | Jorge Theiler            | DEF               |
| 15                  | Esteban Solaberrieta     | DEF               |
| 5                   | Marco Antonio Dos Santos | MED               |
| 8                   | Mario Vanemerak          | MED               |
| 10                  | Roberto Zárate           | MED               |
| 13                  | Ariel Moreno             | MED               |
| 18                  | Julio César Gaona        | MED               |
| 7                   | Claudio García           | DEL               |
| 9                   | Jorge Gabrich            | DEL               |
| 11                  | Oscar Dertycia           | DEL               |
| 14                  | Alfredo Graciani         | DEL               |
| 16                  | Gustavo Dezotti          | DEL               |
| 17                  | Oscar Acosta             | DEL               |
| D.T. Carlos Pachamé |                          |                   |

| Copa Mundial 1989   | Copa Mundial 1989 | Copa Mundial 1989 |
| Dorsal              | Jugador           | Posición          |
| ------------------- | ----------------- | ----------------- |
| 1                   | Roberto Bonano    | ARQ               |
| 12                  | Hernán Cristante  | ARQ               |
| 2                   | Manuel Aguilar    | DEF               |
| 3                   | Fernando Batista  | DEF               |
| 5                   | Alberto Boggio    | DEF               |
| 8                   | Fernando Gamboa   | DEF               |
| 9                   | Carlos Gastaldi   | DEF               |
| 15                  | Sergio Stachiotti | DEF               |
| 18                  | Claudio Ubeda     | DEF               |
| 6                   | Marcelo Carracedo | MED               |
| 7                   | José Gallego      | MED               |
| 10                  | Gustavo Masat     | MED               |
| 16                  | Diego Simeone     | MED               |
| 4                   | Humberto Biazotti | DEL               |
| 11                  | Antonio Mohamed   | DEL               |
| 13                  | Alejandro Ruidiaz | DEL               |
| 14                  | Darío Scotto      | DEL               |
| 17                  | Martín Ubaldi     | DEL               |
| D.T. Carlos Pachamé |                   |                   |

| Copa Mundial 1991   | Copa Mundial 1991    | Copa Mundial 1991 |
| Dorsal              | Jugador              | Posición          |
| ------------------- | -------------------- | ----------------- |
| 1                   | Fernando Regules     | ARQ               |
| 12                  | Leonardo Díaz        | ARQ               |
| 2                   | Mauricio Pochettino  | DEF               |
| 3                   | Diego Cocca          | DEF               |
| 4                   | Juan José Di Stéfano | DEF               |
| 6                   | Mauricio Pellegrino  | DEF               |
| 13                  | José Bazán           | DEF               |
| 14                  | César Loza           | DEF               |
| 5                   | Gabriel Bellino      | MED               |
| 8                   | Claudio Marini       | MED               |
| 10                  | Walter Paz           | MED               |
| 11                  | Roberto Molina       | MED               |
| 16                  | Claudio Paris        | MED               |
| 17                  | Hugo Morales         | MED               |
| 18                  | Christian Bassedas   | MED               |
| 7                   | Marcelo Delgado      | DEL               |
| 9                   | Juan Esnaider        | DEL               |
| 15                  | Roberto Mogrovejo    | DEL               |
| D.T. Reinaldo Merlo |                      |                   |

| Copa Mundial 1995  | Copa Mundial 1995         | Copa Mundial 1995 |
| Dorsal             | Jugador                   | Posición          |
| ------------------ | ------------------------- | ----------------- |
| 1                  | Joaquín Irigoytía         | ARQ               |
| 12                 | Gastón Pezzuti            | ARQ               |
| 2                  | Sebastián Pena            | DEF               |
| 3                  | Federico Hernán Domínguez | DEF               |
| 4                  | Gustavo Lombardi          | DEF               |
| 6                  | Juan Pablo Sorín          | DEF               |
| 13                 | Diego Crosa               | DEF               |
| 14                 | Cristian Díaz             | DEF               |
| 5                  | Mariano Juan              | MED               |
| 8                  | Guillermo Larrosa         | MED               |
| 9                  | Germán Arangio            | MED               |
| 10                 | Ariel Ibagaza             | MED               |
| 15                 | Andrés Garrone            | MED               |
| 16                 | Julio Bayón               | MED               |
| 17                 | Walter Coyette            | MED               |
| 7                  | Francisco Guerrero        | DEL               |
| 11                 | Leonardo Biagini          | DEL               |
| 17                 | Cristián Chaparro         | DEL               |
| D.T. José Pekerman |                           |                   |

| Copa Mundial 1997  | Copa Mundial 1997    | Copa Mundial 1997 |
| Dorsal             | Jugador              | Posición          |
| ------------------ | -------------------- | ----------------- |
| 1                  | Leonardo Franco      | ARQ               |
| 12                 | Cristian Muñoz       | ARQ               |
| 2                  | Leandro Cufré        | DEF               |
| 3                  | Walter Samuel        | DEF               |
| 4                  | Juan José Serrizuela | DEF               |
| 14                 | Diego Placente       | DEF               |
| 18                 | Lionel Scaloni       | DEF               |
| 5                  | Esteban Cambiasso    | MED               |
| 6                  | Diego Markic         | MED               |
| 8                  | Juan Román Riquelme  | MED               |
| 11                 | Pablo Rodríguez      | MED               |
| 10                 | Pablo Aimar          | MED               |
| 13                 | Fabián Cubero        | MED               |
| 17                 | Sebastián Romero     | MED               |
| 16                 | Nicolás Diez         | DEL               |
| 7                  | Diego Quintana       | DEL               |
| 9                  | Bernardo Romeo       | DEL               |
| 15                 | Martín Perezlindo    | DEL               |
| D.T. José Pekerman |                      |                   |

| Copa Mundial 1999  | Copa Mundial 1999        | Copa Mundial 1999 |
| Dorsal             | Jugador                  | Posición          |
| ------------------ | ------------------------ | ----------------- |
| 1                  | Franco Costanzo          | ARQ               |
| 12                 | Sebastián Saja           | ARQ               |
| 2                  | Carlos Roldán            | DEF               |
| 3                  | Gabriel Milito           | DEF               |
| 4                  | Juan Fernández           | DEF               |
| 6                  | Fernando Crosa           | DEF               |
| 11                 | Germán Rivarola          | DEF               |
| 14                 | Cristian Grabinski       | DEF               |
| 5                  | Esteban Cambiasso        | MED               |
| 8                  | Aldo Duscher             | MED               |
| 10                 | Daniel Montenegro        | MED               |
| 13                 | Javier Villarreal        | MED               |
| 15                 | Luis Zubeldía            | MED               |
| 18                 | Federico Insúa           | MED               |
| 7                  | Luciano Galletti         | DEL               |
| 9                  | Sixto Peralta            | DEL               |
| 16                 | Ernesto Farías           | DEL               |
| 17                 | Sebastián Flores Coronel | DEL               |
| D.T. José Pekerman |                          |                   |

| Copa Mundial 2001  | Copa Mundial 2001   | Copa Mundial 2001 |
| Dorsal             | Jugador             | Posición          |
| ------------------ | ------------------- | ----------------- |
| 1                  | Germán Lux          | ARQ               |
| 18                 | Wilfredo Caballero  | ARQ               |
| 2                  | Nicolás Burdisso    | DEF               |
| 3                  | Julio Arca          | DEF               |
| 4                  | Mauro Cetto         | DEF               |
| 6                  | Fabricio Coloccini  | DEF               |
| 12                 | Ariel Seltzer       | DEF               |
| 13                 | Diego Colotto       | DEF               |
| 5                  | Nicolás Medina      | MED               |
| 8                  | Oscar Ahumada       | MED               |
| 10                 | Leandro Romagnoli   | MED               |
| 11                 | Maxi Rodríguez      | MED               |
| 14                 | Leonardo Ponzio     | MED               |
| 15                 | Andrés D'Alessandro | MED               |
| 7                  | Javier Saviola      | DEL               |
| 9                  | Esteban Herrera     | DEL               |
| 16                 | Mauro Rosales       | DEL               |
| 17                 | Alejandro Domínguez | DEL               |
| 19                 | Sebastián Bueno     | DEL               |
| D.T. José Pekerman |                     |                   |

| Copa Mundial 2003 | Copa Mundial 2003   | Copa Mundial 2003 | Copa Mundial 2003 | Copa Mundial 2003 | Copa Mundial 2003 |
| Dorsal            | Jugador             | Posición          | PJ                | Goles             | Asist.            |
| ----------------- | ------------------- | ----------------- | ----------------- | ----------------- | ----------------- |
| 1                 | Gustavo Eberto      | ARQ               | 6                 | -0                | -                 |
| 12                | Mariano Barbosa     | ARQ               | 2                 | -0                | -                 |
| 2                 | Gonzalo Rodríguez   | DEF               | 5                 | 0                 | -                 |
| 3                 | Osmar Ferreyra      | DEF               | 7                 | 2                 | 1                 |
| 4                 | Mauricio Romero     | DEF               | 6                 | 0                 | -                 |
| 6                 | Leandro Fernández   | DEF               | 6                 | 3                 | 1                 |
| 13                | Joel Barbosa        | DEF               | 1                 | 0                 | -                 |
| 14                | Jonathan Bottinelli | DEF               | 4                 | 0                 | -                 |
| 15                | Walter García       | DEF               | 3                 | 0                 | -                 |
| 5                 | Javier Mascherano   | MED               | 6                 | 1                 | -                 |
| 7                 | Pablo Zabaleta      | MED               | 5                 | 0                 | -                 |
| 8                 | Hugo Colace         | MED               | 7                 | 0                 | -                 |
| 11                | Marcelo Carrusca    | MED               | 6                 | 0                 | -                 |
| 16                | Neri Cardozo        | MED               | 3                 | 0                 | -                 |
| 17                | José Sosa           | MED               | 1                 | 0                 | -                 |
| 18                | Walter Montillo     | MED               | 6                 | 0                 | -                 |
| 9                 | Fernando Cavenaghi  | DEL               | 7                 | 4                 | -                 |
| 10                | Carlos Tévez        | DEL               | 0                 | 0                 | -                 |
| 19                | Germán Herrera      | DEL               | 7                 | 1                 | 1                 |
| 20                | Franco Cángele      | DEL               | 6                 | 0                 | 2                 |
| D.T.              | Hugo Tocalli        | PJ: 7             | PG:5              | PE:0              | PP:2              |

| Copa Mundial 2005 | Copa Mundial 2005   | Copa Mundial 2005 | Copa Mundial 2005 | Copa Mundial 2005 | Copa Mundial 2005 |
| Dorsal            | Jugador             | Posición          | PJ                | Goles             | Asist.            |
| ----------------- | ------------------- | ----------------- | ----------------- | ----------------- | ----------------- |
| 1                 | Oscar Ustari        | ARQ               | 7                 | -5                | -                 |
| 12                | Nereo Champagne     | ARQ               | 0                 | 0                 | -                 |
| 21                | Nicolás Navarro     | ARQ               | 0                 | 0                 | -                 |
| 2                 | Gustavo Cabral      | DEF               | 6                 | 0                 | -                 |
| 3                 | Lautaro Formica     | DEF               | 7                 | 0                 | -                 |
| 4                 | Julio Barroso       | DEF               | 7                 | 1                 | -                 |
| 6                 | Gabriel Paletta     | DEF               | 7                 | 0                 | -                 |
| 13                | Ezequiel Garay      | DEF               | 2                 | 0                 | -                 |
| 14                | David Abraham       | DEF               | 0                 | 0                 | -                 |
| 5                 | Juan Manuel Torres  | MED               | 5                 | 0                 | 2                 |
| 7                 | Lucas Biglia        | MED               | 6                 | 0                 | -                 |
| 8                 | Pablo Zabaleta      | MED               | 7                 | 3                 | -                 |
| 10                | Patricio Pérez      | MED               | 0                 | 0                 | -                 |
| 11                | Emiliano Armenteros | MED               | 5                 | 0                 | -                 |
| 15                | Rodrigo Archubi     | MED               | 3                 | 0                 | -                 |
| 16                | Neri Cardozo        | MED               | 6                 | 1                 | 3                 |
| 17                | Fernando Gago       | MED               | 7                 | 0                 | -                 |
| 9                 | Pablo Vitti         | DEL               | 3                 | 0                 | -                 |
| 18                | Lionel Messi        | DEL               | 7                 | 6                 | 2                 |
| 19                | Sergio Agüero       | DEL               | 4                 | 0                 | -                 |
| 20                | Gustavo Oberman     | DEL               | 7                 | 1                 | 1                 |
| D.T.              | Francisco Ferraro   | PJ: 7             | PG: 6             | PE: 0             | PP: 1             |

| Copa Mundial 2007 | Copa Mundial 2007   | Copa Mundial 2007 | Copa Mundial 2007 | Copa Mundial 2007 | Copa Mundial 2007 |
| Dorsal            | Jugador             | Posición          | PJ                | Goles             | Asist.            |
| ----------------- | ------------------- | ----------------- | ----------------- | ----------------- | ----------------- |
| 1                 | Sergio Romero       | ARQ               | 7                 | -2                | -                 |
| 12                | Javier García       | ARQ               | 0                 | 0                 | -                 |
| 21                | Bruno Centeno       | ARQ               | 0                 | 0                 | -                 |
| 2                 | Federico Fazio      | DEF               | 7                 | 0                 | -                 |
| 3                 | Emiliano Insúa      | DEF               | 7                 | 0                 | 1                 |
| 4                 | Gabriel Mercado     | DEF               | 6                 | 0                 | -                 |
| 6                 | Matías Cahais       | DEF               | 5                 | 0                 | -                 |
| 13                | Germán Voboril      | DEF               | 1                 | 0                 | -                 |
| 14                | Leonardo Sigali     | DEF               | 1                 | 0                 | -                 |
| 5                 | Éver Banega         | MED               | 7                 | 0                 | 2                 |
| 7                 | Claudio Yacob       | MED               | 5                 | 1                 | -                 |
| 8                 | Matías Sánchez      | MED               | 5                 | 0                 | 1                 |
| 11                | Damián Escudero     | MED               | 1                 | 0                 | -                 |
| 15                | Alejandro Cabral    | MED               | 6                 | 0                 | -                 |
| 16                | Alejandro Gómez     | MED               | 2                 | 0                 | -                 |
| 17                | Maximiliano Morález | MED               | 7                 | 4                 | 3                 |
| 18                | Ángel Di María      | MED               | 5                 | 3                 | 2                 |
| 19                | Pablo Piatti        | MED               | 6                 | 0                 | 1                 |
| 9                 | Mauro Zárate        | DEL               | 5                 | 2                 | -                 |
| 10                | Sergio Agüero       | DEL               | 7                 | 6                 | 3                 |
| 20                | Lautaro Acosta      | DEL               | 6                 | 0                 | -                 |
| D.T.              | Hugo Tocalli        | PJ: 7             | PG: 6             | PE: 1             | PP: 0             |

| Copa Mundial 2011 | Copa Mundial 2011   | Copa Mundial 2011 | Copa Mundial 2011 | Copa Mundial 2011 | Copa Mundial 2011 |
| Dorsal            | Jugador             | Posición          | PJ                | Goles             | Asist.            |
| ----------------- | ------------------- | ----------------- | ----------------- | ----------------- | ----------------- |
| 1                 | Esteban Andrada     | ARQ               | 5                 | -1                | -                 |
| 12                | Rodrigo Rey         | ARQ               | 0                 | 0                 | -                 |
| 21                | Emiliano Martínez   | ARQ               | 0                 | 0                 | -                 |
| 2                 | Germán Pezzella     | DEF               | 3                 | 0                 | -                 |
| 3                 | Nicolás Tagliafico  | DEF               | 5                 | 0                 | -                 |
| 4                 | Hugo Nervo          | DEF               | 4                 | 0                 | -                 |
| 6                 | Leonel Galeano      | DEF               | 3                 | 0                 | -                 |
| 13                | Lucas Kruspzky      | DEF               | 0                 | 0                 | -                 |
| 14                | Adrián Martínez     | DEF               | 4                 | 0                 | -                 |
| 18                | Leandro González    | DEF               | 5                 | 0                 | -                 |
| 5                 | Ezequiel Cirigliano | MED               | 2                 | 1                 | -                 |
| 7                 | Matias Laba         | MED               | 5                 | 0                 | -                 |
| 8                 | Roberto Pereyra     | MED               | 4                 | 0                 | -                 |
| 10                | Erik Lamela         | MED               | 4                 | 3                 | -                 |
| 15                | Alan Ruiz           | MED               | 4                 | 0                 | -                 |
| 16                | Lucas Villafáñez    | MED               | 1                 | 1                 | -                 |
| 17                | Rodrigo Battaglia   | MED               | 4                 | 0                 | -                 |
| 20                | Carlos Luque        | MED               | 4                 | 0                 | 2                 |
| 9                 | Facundo Ferreyra    | DEL               | 5                 | 1                 | -                 |
| 11                | Juan Manuel Iturbe  | DEL               | 5                 | 0                 | 1                 |
| 19                | Agustín Vuletich    | DEL               | 2                 | 0                 | -                 |
| D.T.              | Walter Perazzo      | PJ: 5             | PG: 3             | PE: 2             | PP: 0             |

| Copa Mundial 2015 | Copa Mundial 2015   | Copa Mundial 2015 | Copa Mundial 2015 | Copa Mundial 2015 | Copa Mundial 2015 |
| Dorsal            | Jugador             | Posición          | PJ                | Goles             | Asist.            |
| ----------------- | ------------------- | ----------------- | ----------------- | ----------------- | ----------------- |
| 1                 | Augusto Batalla     | ARQ               | 3                 | -5                | -                 |
| 12                | José Devecchi       | ARQ               | 0                 | -0                | -                 |
| 13                | Agustín Rossi       | ARQ               | 0                 | -0                | -                 |
| 2                 | Emanuel Mammana     | DEF               | 2                 | 0                 | -                 |
| 3                 | Lucas Suárez        | DEF               | 2                 | 0                 | -                 |
| 4                 | Nicolás Tripichio   | DEF               | 3                 | 0                 | -                 |
| 6                 | Tiago Casasola      | DEF               | 2                 | 0                 | -                 |
| 20                | Facundo Monteseirín | DEF               | 3                 | 0                 | -                 |
| 21                | Rodrigo Moreira     | DEF               | 1                 | 0                 | -                 |
| 18                | Leandro Vega        | DEF               | 0                 | 0                 | -                 |
| 5                 | Adrián Cubas        | MED               | 3                 | 0                 | -                 |
| 8                 | Leonardo Rolón      | MED               | 3                 | 0                 | -                 |
| 10                | Tomás Martínez      | MED               | 3                 | 0                 | 1                 |
| 16                | Daniel Ibáñez       | MED               | 0                 | 0                 | -                 |
| 17                | Alejandro Romero    | MED               | 3                 | 0                 | -                 |
| 14                | Cristian Pavón      | DEL               | 2                 | 0                 | -                 |
| 7                 | Cristian Espinoza   | DEL               | 3                 | 0                 | 2                 |
| 9                 | Giovanni Simeone    | DEL               | 3                 | 1                 | -                 |
| 11                | Ángel Correa        | DEL               | 3                 | 2                 | -                 |
| 19                | Emiliano Buendia    | DEL               | 3                 | 1                 | -                 |
| 23                | Maximiliano Rolón   | DEL               | 0                 | 0                 | -                 |
| DT.               | Humberto Grondona   | PJ: 3             | G: 0              | E: 2              | P: 1              |

| Copa Mundial 2017 | Copa Mundial 2017   | Copa Mundial 2017 | Copa Mundial 2017 | Copa Mundial 2017 | Copa Mundial 2017 |
| Dorsal            | Jugador             | Posición          | PJ                | Goles             | Asist.            |
| ----------------- | ------------------- | ----------------- | ----------------- | ----------------- | ----------------- |
| 1                 | Franco Petroli      | ARQ               | 2                 | -5                | -                 |
| 12                | Manuel Roffo        | ARQ               | 0                 | -0                | -                 |
| 13                | Marcelo Miño        | ARQ               | 1                 | -0                | -                 |
| 2                 | Juan Foyth          | DEF               | 2                 | 0                 | -                 |
| 3                 | Milton Valenzuela   | DEF               | 2                 | 0                 | -                 |
| 4                 | Gonzalo Montiel     | DEF               | 3                 | 0                 | -                 |
| 6                 | Marcos Senesi       | DEF               | 2                 | 1                 | -                 |
| 20                | Juan Méndez         | DEF               | 3                 | 0                 | -                 |
| 13                | Leonel Mosevich     | DEF               | 1                 | 0                 | -                 |
| 14                | Lisandro Martínez   | DEF               | 0                 | 0                 | -                 |
| 5                 | Santiago Ascacibar  | MED               | 3                 | 0                 | -                 |
| 8                 | Exequiel Palacios   | MED               | 0                 | 0                 | -                 |
| 15                | Tomás Belmonte      | MED               | 0                 | 0                 | 1                 |
| 16                | Lucas Rodríguez     | MED               | 1                 | 0                 | -                 |
| 15                | Santiago Colombatto | MED               | 1                 | 0                 | -                 |
| 19                | Matías Zaracho      | DEL               | 1                 | 1                 | -                 |
| 10                | Tomás Conechny      | DEL               | 3                 | 0                 | 2                 |
| 9                 | Lautaro Martínez    | DEL               | 2                 | 2                 | -                 |
| 11                | Brian Mansilla      | DEL               | 2                 | 0                 | -                 |
| 18                | Ezequiel Ponce      | DEL               | 1                 | 0                 | -                 |
| 7                 | Marcelo Torres      | DEL               | 3                 | 2                 | -                 |
| DT.               | Claudio Ubeda       | PJ: 3             | G: 1              | E: 0              | P: 2              |

| Copa Mundial 2019 | Copa Mundial 2019     | Copa Mundial 2019 | Copa Mundial 2019 | Copa Mundial 2019 | Copa Mundial 2019 |
| Dorsal            | Jugador               | Posición          | PJ                | Goles             | Asist.            |
| ----------------- | --------------------- | ----------------- | ----------------- | ----------------- | ----------------- |
| 1                 | Manuel Roffo          | ARQ               | 4                 | -6                | -                 |
| 12                | Jerónimo Pourtau      | ARQ               | 0                 | -0                | -                 |
| 21                | Joaquín Blázquez      | ARQ               | 0                 | -0                | -                 |
| 2                 | Nehuén Pérez          | DEF               | 4                 | 1                 | -                 |
| 3                 | Francisco Ortega      | DEF               | 4                 | 0                 | -                 |
| 4                 | Facundo Mura          | DEF               | 3                 | 0                 | -                 |
| 6                 | Maximiliano Centurión | DEF               | 1                 | 0                 | -                 |
| 14                | Facundo Medina        | DEF               | 4                 | 0                 | -                 |
| 13                | Marcelo Weigandt      | DEF               | 2                 | 0                 | -                 |
| 18                | Cristian Ferreira     | MED               | 2                 | 1                 | -                 |
| 5                 | Santiago Sosa         | MED               | 4                 | 0                 | -                 |
| 8                 | Agustín Almendra      | MED               | 1                 | 0                 | -                 |
| 10                | Gonzalo Maroni        | MED               | 2                 | 0                 | 1                 |
| 20                | Ezequiel Barco        | MED               | 4                 | 2                 | -                 |
| 15                | Fausto Vera           | MED               | 3                 | 0                 | -                 |
| 11                | Aníbal Moreno         | MED               | 3                 | 1                 | -                 |
| 17                | Tomás Chancalay       | DEL               | 2                 | 0                 | 2                 |
| 9                 | Adolfo Gaich          | DEL               | 4                 | 3                 | -                 |
| 7                 | Julián Álvarez        | DEL               | 4                 | 1                 | -                 |
| 19                | Pedro de la Vega      | DEL               | 3                 | 0                 | -                 |
| 16                | Agustín Urzi          | DEL               | 4                 | 0                 | -                 |
| DT.               | Fernando Batista      | PJ: 4             | G: 2              | E: 1              | P: 1              |

| Copa Mundial 2023 | Copa Mundial 2023    | Copa Mundial 2023 | Copa Mundial 2023           |
| Dorsal            | Jugador              | Posición          | Equipo                      |
| ----------------- | -------------------- | ----------------- | --------------------------- |
| 1                 | Federico Gomes Gerth | ARQ               | Tigre                       |
| 17                | Nicolás Claa         | ARQ               | Lanús                       |
| 12                | Lucas Lavagnino      | ARQ               | River Plate                 |
| 4                 | Agustín Giay         | DEF               | San Lorenzo                 |
| 13                | Tomás Avilés         | DEF               | Racing Club                 |
| 2                 | Lautaro Di Lollo     | DEF               | Boca Juniors                |
| 6                 | Valentín Gómez       | DEF               | Vélez Sarsfield             |
| 15                | Román Vega           | DEF               | Barcelona Atlètic           |
| 3                 | Valentín Barco       | DEF               | Boca Juniors                |
| 14                | Mateo Tanlongo       | MED               | Sporting de Lisboa          |
| 20                | Ignacio Miramón      | MED               | Gimnasia y Esgrima La Plata |
| 5                 | Federico Redondo     | MED               | Argentinos Juniors          |
| 8                 | Máximo Perrone       | MED               | Manchester City             |
| 19                | Gino Infantino       | MED               | Rosario Central             |
| 10                | Valentín Carboni     | MED               | Inter de Milán              |
| 16                | Luka Romero          | DEL               | Lazio                       |
| 11                | Matías Soulé         | DEL               | Juventus                    |
| 9                 | Alejo Véliz          | DEL               | Rosario Central             |
| 21                | Ignacio Maestro Puch | DEL               | Atlético Tucumán            |
| 7                 | Juan Gauto           | DEL               | Huracán                     |
| 18                | Brian Aguirre        | DEL               | Newell's Old Boys           |
| D.T.              | Javier Mascherano    | Javier Mascherano | Javier Mascherano           |

### Planteles históricos enSudamericanos
A continuación, los planteles en los Sudamericano Sub-20 del seleccionado juvenil argentino.
| Argentina 1988                                                                                          | Argentina 1988 | Argentina 1988 | Argentina 1988 | Argentina 1988 |
| Jugador                                                                                                 | Posición       | PJ             | Goles          | Asist.         |
| --- | -------------- | -------------- | -------------- | -------------- |
| Roberto Bonano                                                                                          | ARQ            | -              | -              | -              |
| Hernán Cristante                                                                                        | ARQ            | -              | -              | -              |
| Alberto Boggio                                                                                          | DEF            | -              | -              | -              |
| Claudio Úbeda                                                                                           | DEF            | -              | -              | -              |
| Fernando Batista                                                                                        | DEF            | -              | -              | -              |
| Carlos Gastaldi                                                                                         | DEF            | -              | -              | -              |
| Rubén Dario Arriaga                                                                                     | MED            | -              | -              | -              |
| Sergio Stachiotti                                                                                       | DEF            | -              | -              | -              |
| José Gallego                                                                                            | MED            | -              | -              | -              |
| Diego Simeone                                                                                           | MED            | -              | -              | -              |
| Daniel Hernández                                                                                        | MED            | -              | -              | -              |
| Marcelo Carracedo                                                                                       | MED            | -              | -              | -              |
| Ricardo Solbés                                                                                          | DEL            | -              | -              | -              |
| Gustavo Masat                                                                                           | MED            | -              | -              | -              |
| Darío Scotto                                                                                            | DEL            | -              | -              | -              |
| Humberto Biazotti                                                                                       | DEL            | -              | -              | -              |
| Christian Trapasso                                                                                      | DEL            | -              | -              | -              |
| Antonio Mohamed                                                                                         | DEL            | -              | -              | -              |
| DT. Carlos Pachamé Jugadores no convocados: *(N°19)DEF ,*(N°20)DEL, *(N°21)ARQ, *(N°22)DEF y *(N°23)MED |                |                |                |                |

| Venezuela 1991                                                                             | Venezuela 1991 | Venezuela 1991 | Venezuela 1991 | Venezuela 1991 |
| Jugador                                                                                    | Posición       | PJ             | Goles          | Asist.         |
| ------------------------------------------------------------------------------------------ | -------------- | -------------- | -------------- | -------------- |
| Leonardo Díaz                                                                              | ARQ            | -              | -              | -              |
| Ignacio González                                                                           | ARQ            | -              | -              | -              |
| Néstor Holweger                                                                            | DEF            | -              | -              | -              |
| José Bazán                                                                                 | DEF            | -              | -              | -              |
| Mauricio Pochettino                                                                        | DEF            | -              | -              | -              |
| Diego Cocca                                                                                | DEF            | -              | -              | -              |
| Gabriel Schürrer                                                                           | DEF            | -              | -              | -              |
| Juan José Distéfano                                                                        | DEF            | -              | -              | -              |
| Claudio Marini                                                                             | MED            | -              | -              | -              |
| Gabriel Bellino                                                                            | MED            | -              | -              | -              |
| Roberto Molina                                                                             | MED            | -              | -              | -              |
| Héctor Zapiola                                                                             | MED            | -              | -              | -              |
| Claudio París                                                                              | MED            | -              | -              | -              |
| Walter Paz                                                                                 | DEL            | -              | -              | -              |
| Marcelo Delgado                                                                            | DEL            | -              | -              | -              |
| Roberto Mogrovejo                                                                          | DEL            | -              | -              | -              |
| Juan Esnáider                                                                              | DEL            | -              | -              | -              |
| Leonardo Selenzo                                                                           | DEL            | -              | -              | -              |
| DT. Reinaldo Merlo Jugadores no convocados: *(N°20)DEF, *(N°21)MED,*(N°22)ARQ y *(N°23)DEL |                |                |                |                |

| Bolivia 1995                                                                  | Bolivia 1995 | Bolivia 1995 | Bolivia 1995 | Bolivia 1995 |
| Jugador                                                                       | Posición     | PJ           | Goles        | Asist.       |
| ----------------------------------------------------------------------------- | ------------ | ------------ | ------------ | ------------ |
| Joaquín Irigoytía                                                             | ARQ          | -            | -            | -            |
| Gastón Pezzuti                                                                | ARQ          | -            | -            | -            |
| Gustavo Lombardi                                                              | DEF          | -            | -            | -            |
| Sebastián Pena                                                                | DEF          | -            | -            | -            |
| Diego Crosa                                                                   | DEF          | -            | -            | -            |
| Juan Pablo Sorín                                                              | DEF          | -            | -            | -            |
| Federico Domínguez                                                            | DEF          | -            | -            | -            |
| Guillermo Larrosa                                                             | DEF          | -            | -            | -            |
| Sebastián Méndez                                                              | MED          | -            | -            | -            |
| Cristian Colusso                                                              | MED          | -            | -            | -            |
| Mariano Juan                                                                  | MED          | -            | -            | -            |
| Andrés Grande                                                                 | MED          | -            | -            | -            |
| Ariel Ibagaza                                                                 | MED          | -            | -            | -            |
| Martín Posse                                                                  | DEL          | -            | -            | -            |
| Rubén Bernuncio                                                               | MED          | -            | -            | -            |
| Leonardo Biagini                                                              | DEL          | -            | -            | -            |
| Francisco Guerrero                                                            | DEL          | -            | -            | -            |
| Germán Arangio                                                                | DEL          | -            | -            | -            |
| DT. José Pekerman Jugadores no convocados: *(N°21)MED, *(N°22)POR y (N°23)DEF |              |              |              |              |

| Chile 1997                                                                    | Chile 1997 | Chile 1997 | Chile 1997 | Chile 1997 |
| Jugador                                                                       | Posición   | PJ         | Goles      | Asist.     |
| ----------------------------------------------------------------------------- | ---------- | ---------- | ---------- | ---------- |
| Leonardo Franco                                                               | ARQ        | -          | -          | -          |
| Cristian Muñoz                                                                | ARQ        | -          | -          | -          |
| Walter Samuel                                                                 | DEF        | -          | -          | -          |
| Leandro Cufré                                                                 | DEF        | -          | -          | -          |
| Diego Placente                                                                | DEF        | -          | -          | -          |
| Martín Román                                                                  | DEF        | -          | -          | -          |
| Gabriel Loeschbor                                                             | DEF        | -          | -          | -          |
| Juan José Serrizuela                                                          | DEF        | -          | -          | -          |
| Diego Markic                                                                  | MED        | -          | -          | -          |
| Aldo Duscher                                                                  | MED        | -          | -          | -          |
| Esteban Cambiasso                                                             | MED        | -          | -          | -          |
| Juan Román Riquelme                                                           | MED        | -          | -          | -          |
| Sixto Peralta                                                                 | MED        | -          | -          | -          |
| Luis Calvo                                                                    | MED        | -          | -          | -          |
| Pablo Rodríguez                                                               | MED        | -          | -          | -          |
| Pablo Aimar                                                                   | MED        | -          | -          | -          |
| Bernardo Romeo                                                                | DEL        | -          | -          | -          |
| Martín Perezlindo                                                             | DEL        | -          | -          | -          |
| Mauro Gerk                                                                    | DEL        | -          | -          | -          |
| Diego Quintana                                                                | DEL        | -          | -          | -          |
| DT. José Pekerman Jugadores no convocados:*(N°21)POR, *(N°22)DEL y *(N°23)MED |            |            |            |            |

| Argentina 1999                                                                 | Argentina 1999 | Argentina 1999 | Argentina 1999 | Argentina 1999 |
| Jugador                                                                        | Posición       | PJ             | Goles          | Asist.         |
| ------------------------------------------------------------------------------ | -------------- | -------------- | -------------- | -------------- |
| Franco Costanzo                                                                | ARQ            | -              | -              | -              |
| Sebastián Saja                                                                 | ARQ            | -              | -              | -              |
| Fernando Crosa                                                                 | DEF            | -              | -              | -              |
| Cristian Grabinski                                                             | DEF            | -              | -              | -              |
| Ariel Franco                                                                   | DEF            | -              | -              | -              |
| Juan Fernández                                                                 | DEF            | -              | -              | -              |
| Gabriel Milito                                                                 | DEF            | -              | -              | -              |
| Germán Rivarola                                                                | DEF            | -              | -              | -              |
| Carlos Roldán                                                                  | DEF            | -              | -              | -              |
| Pablo Aimar                                                                    | MED            | -              | -              | -              |
| Esteban Cambiasso                                                              | MED            | -              | -              | -              |
| Lucas Castromán                                                                | MED            | -              | -              | -              |
| Aldo Duscher                                                                   | MED            | -              | -              | -              |
| César La Paglia                                                                | MED            | -              | -              | -              |
| Daniel Montenegro                                                              | MED            | -              | -              | -              |
| Sixto Peralta                                                                  | MED            | -              | -              | -              |
| Javier Villarreal                                                              | MED            | -              | -              | -              |
| Adrián Guillermo                                                               | DEL            | -              | -              | -              |
| Luciano Galletti                                                               | DEL            | -              | -              | -              |
| Ernesto Farías                                                                 | DEL            | -              | -              | -              |
| DT. José Pekerman Jugadores no convocados: *(N°21)POR, *(N°22)MED y *(N°23)DEL |                |                |                |                |

| Ecuador 2001                                                                   | Ecuador 2001 | Ecuador 2001 | Ecuador 2001 | Ecuador 2001 |
| Jugador                                                                        | Posición     | PJ           | Goles        | Asist.       |
| ------------------------------------------------------------------------------ | ------------ | ------------ | ------------ | ------------ |
| Wilfredo Caballero                                                             | ARQ          | -            | -            | -            |
| Germán Lux                                                                     | ARQ          | -            | -            | -            |
| José María Calvo                                                               | DEF          | -            | -            | -            |
| Nicolás Burdisso                                                               | DEF          | -            | -            | -            |
| Pablo de Muner                                                                 | DEF          | -            | -            | -            |
| Facundo Pérez Castro                                                           | DEF          | -            | -            | -            |
| Matías Lequi                                                                   | DEF          | -            | -            | -            |
| Mauro Cetto                                                                    | DEF          | -            | -            | -            |
| Fabricio Coloccini                                                             | DEF          | -            | -            | -            |
| Julio Arca                                                                     | DEF          | -            | -            | -            |
| Christian Giménez                                                              | MED          | -            | -            | -            |
| Mariano González                                                               | MED          | -            | -            | -            |
| Leonardo Di Lorenzo                                                            | MED          | -            | -            | -            |
| Mario Santana                                                                  | MED          | -            | -            | -            |
| Diego Rivero                                                                   | MED          | -            | -            | -            |
| Luis Zubeldía                                                                  | MED          | -            | -            | -            |
| Emiliano Giannunzio                                                            | MED          | -            | -            | -            |
| Mauro Óbolo                                                                    | DEL          | -            | -            | -            |
| Alejandro Domínguez                                                            | DEL          | -            | -            | -            |
| Mauro Rosales                                                                  | DEL          | -            | -            | -            |
| DT. José Pekerman Jugadores no convocados: *(N°21)ARQ, *(N°22)DEF y *(N°23)MED |              |              |              |              |

| Uruguay 2003                                                        | Uruguay 2003 | Uruguay 2003 | Uruguay 2003 | Uruguay 2003 |
| Jugador                                                             | Posición     | PJ           | Goles        | Asist.       |
| ------------------------------------------------------------------- | ------------ | ------------ | ------------ | ------------ |
| Gustavo Eberto                                                      | ARQ          | -            | -            | -            |
| Lucas Molina                                                        | ARQ          | -            | -            | -            |
| Joel Barbosa                                                        | DEF          | -            | -            | -            |
| Marcos Charras                                                      | DEF          | -            | -            | -            |
| Javier Pinola                                                       | DEF          | -            | -            | -            |
| Gonzalo Rodríguez                                                   | DEF          | -            | -            | -            |
| Mauricio Romero                                                     | DEF          | -            | -            | -            |
| Walter García                                                       | DEF          | -            | -            | -            |
| Fernando Belluschi                                                  | MED          | -            | -            | -            |
| Marcelo Carrusca                                                    | MED          | -            | -            | -            |
| Hugo Colace                                                         | MED          | -            | -            | -            |
| Javier Mascherano                                                   | MED          | -            | -            | -            |
| Pablo Zabaleta                                                      | MED          | -            | -            | -            |
| Jonás Gutiérrez                                                     | MED          | -            | -            | -            |
| Patricio Pérez                                                      | MED          | -            | -            | -            |
| Fernando Cavenaghi                                                  | DEL          | -            | -            | -            |
| Maximiliano López                                                   | DEL          | -            | -            | -            |
| Carlos Tévez                                                        | DEL          | -            | -            | -            |
| Emanuel Rivas                                                       | DEL          | -            | -            | -            |
| Leonardo Pisculichi                                                 | DEL          | -            | -            | -            |
| DT. Hugo Tocalli Jugadores no convocados:*(N°21), *(N°22) y *(N°23) |              |              |              |              |

| Colombia 2005                                                       | Colombia 2005 | Colombia 2005 | Colombia 2005 | Colombia 2005 |
| Jugador                                                             | Posición      | PJ            | Goles         | Asist.        |
| ------------------------------------------------------------------- | ------------- | ------------- | ------------- | ------------- |
| Oscar Ustari                                                        | ARQ           | -             | -             | -             |
| Nereo Champagne                                                     | ARQ           | -             | -             | -             |
| Julio Barroso                                                       | DEF           | -             | -             | -             |
| Ezequiel Garay                                                      | DEF           | -             | -             | -             |
| David Abraham                                                       | DEF           | -             | -             | -             |
| Jonatan Maidana                                                     | DEF           | -             | -             | -             |
| Lautaro Formica                                                     | DEF           | -             | -             | -             |
| Mauro Zanotti                                                       | DEF           | -             | -             | -             |
| Pablo Zabaleta                                                      | MED           | -             | -             | -             |
| Lucas Biglia                                                        | MED           | -             | -             | -             |
| Juan Manuel Torres                                                  | MED           | -             | -             | -             |
| Neri Cardozo                                                        | MED           | -             | -             | -             |
| Marcelo Bravo                                                       | MED           | -             | -             | -             |
| Pablo Barrientos                                                    | MED           | -             | -             | -             |
| José Sosa                                                           | MED           | -             | -             | -             |
| Lionel Messi                                                        | DEL           | -             | -             | -             |
| Ezequiel Lavezzi                                                    | DEL           | -             | -             | -             |
| Hernán Peirone                                                      | DEL           | -             | -             | -             |
| Mauro Boselli                                                       | DEL           | -             | -             | -             |
| Federico Almerares                                                  | DEL           | -             | -             | -             |
| DT. Hugo Tocalli Jugadores no convocados: *(N°21),*(N°22) y *(N°23) |               |               |               |               |

| Paraguay 2007                                                       | Paraguay 2007 | Paraguay 2007 | Paraguay 2007 | Paraguay 2007 |
| Jugador                                                             | Posición      | PJ            | Goles         | Asist.        |
| ------------------------------------------------------------------- | ------------- | ------------- | ------------- | ------------- |
| Sergio Romero                                                       | ARQ           | 9             | -8            | -             |
| Bruno Centeno                                                       | ARQ           | 0             | 0             | -             |
| Federico Fazio                                                      | DEF           | 6             | 1             | -             |
| Emiliano Insúa                                                      | DEF           | 3             | 0             | -             |
| Miguel Torrén                                                       | DEF           | 5             | 0             | -             |
| Matías Cahais                                                       | DEF           | 8             | 2             | -             |
| Gonzalo García                                                      | DEF           | 8             | 0             | -             |
| Gabriel Mercado                                                     | DEF           | 5             | 0             | -             |
| Claudio Yacob                                                       | MED           | 8             | 0             | -             |
| Matías Sánchez                                                      | MED           | 9             | 0             | -             |
| Éver Banega                                                         | MED           | 7             | 0             | -             |
| Maximiliano Moralez                                                 | MED           | 8             | 1             | -             |
| Leonardo Morales                                                    | MED           | 3             | 0             | -             |
| Alejandro Gómez                                                     | MED           | 6             | 0             | -             |
| Ángel Di María                                                      | MED           | 6             | 2             | -             |
| Gonzalo Abán                                                        | DEL           | 7             | 0             | -             |
| Pablo Mouche                                                        | DEL           | 9             | 3             | -             |
| Franco Di Santo                                                     | DEL           | 5             | 1             | -             |
| Ismael Sosa                                                         | DEL           | 9             | 3             | -             |
| Lautaro Acosta                                                      | DEL           | 6             | 1             | -             |
| DT. Hugo Tocalli Jugadores no convocados:*(N°21), *(N°22) y *(N°23) |               |               |               |               |

| Venezuela 2009                                                        | Venezuela 2009 | Venezuela 2009 | Venezuela 2009 | Venezuela 2009 |
| Jugador                                                               | Posición       | PJ             | Goles          | Asist.         |
| --------------------------------------------------------------------- | -------------- | -------------- | -------------- | -------------- |
| Luis Ojeda                                                            | ARQ            | 2              | -2             | -              |
| Diego Rodríguez                                                       | ARQ            | 7              | -11            | -              |
| Fernando Meza                                                         | DEF            | 8              | 0              | -              |
| Federico Fernández                                                    | DEF            | 1              | 0              | -              |
| Fernando Tobio                                                        | DEF            | 9              | 0              | -              |
| Julián Fernández                                                      | DEF            | 7              | 0              | -              |
| Emiliano Insúa                                                        | DEF            | 9              | 0              | -              |
| Maximiliano Oliva                                                     | DEF            | 2              | 0              | -              |
| Franco Zuculini                                                       | MED            | 6              | 0              | -              |
| Exequiel Benavídez                                                    | MED            | 7              | 1              | -              |
| Marcelo Benítez                                                       | MED            | 5              | 0              | -              |
| Juan Neira                                                            | MED            | 6              | 0              | -              |
| Iván Bella                                                            | MED            | 8              | 1              | -              |
| Eduardo Salvio                                                        | MED            | 9              | 4              | -              |
| Cristian Gaitán                                                       | MED            | 7              | 1              | -              |
| Damián Lizio                                                          | DEL            | 4              | 0              | -              |
| Jonathan Cristaldo                                                    | DEL            | 7              | 2              | -              |
| Andrés Ríos                                                           | DEL            | 5              | 0              | -              |
| Andrés Romero                                                         | DEL            | 5              | 0              | -              |
| Leandro Velázquez                                                     | DEL            | 9              | 1              | -              |
| DT. Sergio Batista Jugadores no convocados:*(N°21), *(N°22) y *(N°23) |                |                |                |                |

| Perú 2011                                                     | Perú 2011 | Perú 2011 | Perú 2011 | Perú 2011 |
| Jugador                                                       | Posición  | PJ        | Goles     | Asist.    |
| ------------------------------------------------------------- | --------- | --------- | --------- | --------- |
| Esteban Andrada                                               | ARQ       | 9         | -9        | -         |
| Rodrigo Rey                                                   | ARQ       | 0         | -0        | -         |
| Germán Pezzella                                               | DEF       | 8         | 0         | -         |
| Nicolás Tagliafico                                            | DEF       | 7         | 1         | -         |
| Leonel Galeano                                                | DEF       | 6         | 0         | -         |
| Leandro González Pírez                                        | DEF       | 4         | 0         | -         |
| Hugo Nervo                                                    | DEF       | 7         | 0         | -         |
| Adrián Martínez                                               | DEF       | 6         | 0         | -         |
| Lucas Rodríguez                                               | DEF       | 5         | 0         | -         |
| Bruno Zuculini                                                | MED       | 8         | 2         | -         |
| Ezequiel Cirigliano                                           | MED       | 6         | 0         | -         |
| Michael Hoyos                                                 | MED       | 7         | 1         | 1         |
| Claudio Mosca                                                 | MED       | 5         | 1         | -         |
| Rodrigo Battaglia                                             | MED       | 9         | 0         | 1         |
| Héctor Cardozo                                                | MED       | 5         | 0         | -         |
| Mauro Díaz                                                    | MED       | 5         | 0         | -         |
| Juan Manuel Iturbe                                            | DEL       | 9         | 3         | 1         |
| Rogelio Funes Mori                                            | DEL       | 6         | 2         | -         |
| Sergio Araujo                                                 | DEL       | 7         | 1         | -         |
| Facundo Ferreyra                                              | DEL       | 7         | 4         | 2         |
| DT. Walter Perazzo Jugadores no convocados: *(N°22) y *(N°23) |           |           |           |           |

| Argentina 2013                                     | Argentina 2013 | Argentina 2013 | Argentina 2013 | Argentina 2013 |
| Jugador                                            | Posición       | PJ             | Goles          | Asist.         |
| -------------------------------------------------- | -------------- | -------------- | -------------- | -------------- |
| Walter Benítez                                     | ARQ            | 3              | -5             | -              |
| Andrés Mehring                                     | ARQ            | 1              | -2             | -              |
| Juan Musso                                         | ARQ            | 0              | -0             | -              |
| Lisandro Magallán                                  | DEF            | 4              | 0              | -              |
| Carlos Ruíz                                        | DEF            | 2              | 0              | -              |
| Alan Aguirre                                       | DEF            | 3              | 0              | -              |
| Jonathan Valle                                     | DEF            | 1              | 0              | -              |
| Eros Medaglia                                      | DEF            | 1              | 0              | -              |
| Lautaro Giannetti                                  | DEF            | 3              | 0              | -              |
| Lucas Rodríguez                                    | DEF            | 2              | 0              | 1              |
| Matías Kranevitter                                 | MED            | 3              | 0              | -              |
| Lucas Romero                                       | MED            | 4              | 0              | -              |
| Alan Ruiz                                          | MED            | 4              | 1              | 1              |
| Ricardo Centurión                                  | MED            | 3              | 0              | 1              |
| Agustín Allione                                    | MED            | 2              | 1              | 1              |
| Marcos Fernández                                   | MED            | 2              | 0              | -              |
| Manuel Lanzini                                     | MED            | 4              | 0              | -              |
| Juan Cavallaro                                     | MED            | 2              | 0              | -              |
| Juan Manuel Iturbe                                 | DEL            | 3              | 1              | -              |
| Luciano Vietto                                     | DEL            | 4              | 2              | 1              |
| Lucas Melano                                       | DEL            | 3              | 1              | -              |
| Federico Cartabia                                  | DEL            | 2              | 0              | -              |
| DT. Marcelo Trobbiani Jugador no convocado: *(N23) |                |                |                |                |

| Uruguay 2015          | Uruguay 2015 | Uruguay 2015 | Uruguay 2015 | Uruguay 2015 |
| Jugador               | Posición     | PJ           | Goles        | Asist.       |
| --------------------- | ------------ | ------------ | ------------ | ------------ |
| Augusto Batalla       | ARQ          | 8            | -5           | -            |
| José Devecchi         | ARQ          | 1            | -1           | -            |
| Agustín Rossi         | ARQ          | 1            | -0           | -            |
| Emanuel Mammana       | DEF          | 8            | 0            | -            |
| Facundo Cardozo       | DEF          | 7            | 1            | -            |
| Nicolás Tripichio     | DEF          | 8            | 0            | -            |
| Tiago Casasola        | DEF          | 3            | 0            | -            |
| Facundo Monteseirín   | DEF          | 7            | 1            | 1            |
| Rodrigo Moreira       | DEF          | 5            | 0            | -            |
| Leandro Vega          | DEF          | 7            | 0            | -            |
| Mariano Bareiro       | MED          | 2            | 0            | -            |
| Leonardo Rolón        | MED          | 6            | 1            | -            |
| Tomás Martínez        | MED          | 7            | 1            | 3            |
| Lucio Compagnucci     | MED          | 5            | 1            | -            |
| Leonardo Suárez       | MED          | 3            | 1            | 4            |
| Joaquín Ibáñez        | MED          | 7            | 0            | -            |
| Iván Leszczuk         | MED          | 1            | 0            | -            |
| Cristian Espinoza     | DEL          | 8            | 0            | 4            |
| Giovanni Simeone      | DEL          | 9            | 9            | 2            |
| Ángel Correa          | DEL          | 8            | 4            | 3            |
| Rodrigo Contreras     | DEL          | 4            | 1            | -            |
| Sebastián Driussi     | DEL          | 8            | 1            | 1            |
| Maximiliano Rolón     | DEL          | 3            | 1            | -            |
| DT. Humberto Grondona |              |              |              |              |

| Ecuador 2017       | Ecuador 2017 | Ecuador 2017 | Ecuador 2017 | Ecuador 2017 |
| Jugador            | Posición     | PJ           | Goles        | Asist.       |
| ------------------ | ------------ | ------------ | ------------ | ------------ |
| Ramiro Macagno     | ARQ          |              |              |              |
| Facundo Cambeses   | ARQ          |              |              |              |
| Franco Petroli     | ARQ          |              |              |              |
| Cristian Romero    | DEF          |              |              |              |
| Milton Valenzuela  | DEF          |              |              |              |
| Nahuel Molina      | DEF          |              |              |              |
| Lisandro Martínez  | DEF          |              |              |              |
| Juan Foyth         | DEF          |              |              |              |
| Nicolás Zalazar    | DEF          |              |              |              |
| Tomás Belmonte     | DEF          |              |              |              |
| Santiago Ascacíbar | MED          |              |              |              |
| Lucas Rodríguez    | MED          |              |              |              |
| Emmanuel Ojeda     | MED          |              |              |              |
| Esequiel Barco     | MED          |              |              |              |
| Franco Moyano      | MED          |              |              |              |
| Julián Chicco      | MED          |              |              |              |
| Joaquín Pereyra    | MED          |              |              |              |
| Matías Zaracho     | MED          |              |              |              |
| Lautaro Martínez   | DEL          |              |              |              |
| Brian Mansilla     | DEL          |              |              |              |
| Tomás Conechny     | DEL          |              |              |              |
| Marcelo Torres     | DEL          |              |              |              |
| Ramón Miérez       | DEL          |              |              |              |
| DT. Claudio Úbeda  |              |              |              |              |

| Chile 2019           | Chile 2019 | Chile 2019 | Chile 2019 | Chile 2019 |
| Jugador              | Posición   | PJ         | Goles      | Asist.     |
| -------------------- | ---------- | ---------- | ---------- | ---------- |
| Manuel Roffo         | ARQ        | 9          | -6         | -          |
| Jerónimo Pourtau     | ARQ        | -          | -          | -          |
| Lautaro Morales      | ARQ        | -          | -          | -          |
| Leonardo Balerdi     | DEF        | 1          | 0          | -          |
| Nehuén Pérez         | DEF        | 8          | 0          | -          |
| Aaron Barquett       | DEF        | 6          | 0          | -          |
| Facundo Mura         | DEF        | 4          | 0          | 1          |
| Facundo Medina       | DEF        | 7          | 0          | -          |
| Elías Pereyra        | DEF        | 4          | 0          | -          |
| Santiago Sosa        | MED        | 8          | 0          | -          |
| Fausto Vera          | MED        | 6          | 0          | -          |
| Manuel Insaurralde   | MED        | 4          | 0          | -          |
| Aníbal Moreno        | MED        | 8          | 1          | 1          |
| Julián López         | MED        | 4          | 0          | -          |
| Francisco Ortega     | MED        | 6          | 0          | -          |
| Thiago Almada        | MED        | 6          | 1          | -          |
| Gonzalo Maroni       | MED        | 6          | 2          | -          |
| Francesco Lo Celso   | MED        | 3          | 0          | -          |
| Pedro De la Vega     | MED        | 9          | 0          | 2          |
| Facundo Colidio      | DEL        | 3          | 0          | -          |
| Maxi Romero          | DEL        | 6          | 2          | -          |
| Adolfo Gaich         | DEL        | 9          | 3          | -          |
| Julián Álvarez       | DEL        | 9          | 1          | 1          |
| DT. Fernando Batista | PD: 9      | G: 5       | E: 1       | P: 3       |

| Colombia 2023         | Colombia 2023 | Colombia 2023 | Colombia 2023 | Colombia 2023 |
| Jugador               | Posición      | PJ            | Goles         | Asist.        |
| --------------------- | ------------- | ------------- | ------------- | ------------- |
| Federico Gomes Gerth  | ARQ           |               |               |               |
| Francisco Gómez       | ARQ           |               |               |               |
| Franco Herrera        | ARQ           |               |               |               |
| Brian Aguilar         | DEF           |               |               |               |
| Julián Aude           | DEF           |               |               |               |
| Ulises Ciccioli       | DEF           |               |               |               |
| Lautaro Di Lollo      | DEF           |               |               |               |
| Nahuel Génez          | DEF           |               |               |               |
| Valentín Gómez        | DEF           |               |               |               |
| Francisco Marco       | DEF           |               |               |               |
| Facundo Buonanotte    | MED           |               |               |               |
| Axel Encinas          | MED           |               |               |               |
| Agustín Giay          | MED           |               |               |               |
| Maximiliano González  | MED           |               |               |               |
| Gino Infantino        | MED           |               |               |               |
| Nico Paz              | MED           |               |               |               |
| Máximo Perrone        | MED           |               |               |               |
| Brian Aguirre         | DEL           |               |               |               |
| Santiago Castro       | DEL           |               |               |               |
| Julián Fernández      | DEL           |               |               |               |
| Ignacio Maestro Puch  | DEL           |               |               |               |
| Nicolás Vallejo       | DEL           |               |               |               |
| Alejo Véliz           | DEL           |               |               |               |
| DT. Javier Mascherano |               |               |               |               |